# Partito del Benessere
Il Partito del Benessere (in turco Refah Partisi, RP), è stato un partito politico turco d'ispirazione islamista sciolto nel 1998 dalla Corte Costituzionale turca. Tra i suoi appartenenti di spicco vi furono Necmettin Erbakan, leader storico dell'islamismo turco, Recep Tayyip Erdoğan, Abdullah Gül, Bülent Arınç e Recai Kutan. Il partito del Benessere rappresentò una delle fasi principali dell'esperienza politica di Necmettin Erbakan e del movimento del Millî Görüş, nonché una delle principali esperienze dell'islamismo politico turco.
Il partito giunse a governare nel 1996, evento dopo il quale l'esercito turco, tradizionale difensore dei principi del kemalismo e della laicità dello Stato, pronunciò un memorandum che asseriva l'incompatibilità del partito a governare.
Venne in seguito sciolto nel 1998 dalla Corte Costituzionale turca sotto l'accusa di violare gli articoli della Costituzione che sancivano la laicità dello Stato e il leader Erbakan venne bandito dalla vita politica per i seguenti cinque anni. I confidenti di Erbakan diedero vita nel 1997 al Partito della Virtù, nella quale confluirono gran parte degli organi e dei membri del Partito del Benessere.

## Storia

### Origini
Le radici del partito sono da identificarsi nelle idee del movimento del Millî Görüş, originatosi negli ambienti della congregazione di İskenderpaşa, e nell'esperienza dei due precedenti partiti guidati da Necmettin Erbakan e poi banditi dalla Corte Costituzionale: il Partito dell'Ordine Nazionale, attivo tra il 1970 e il 1971, e il Partito della Salvezza Nazionale, fondato nel 1972 e sciolto nel 1981, in seguito al colpo di Stato del 1980 del generale Kenan Evren. L'esperienza politica di Erbakan e la fondazione del Partito dell'Ordine Nazionale furono avviate con il benestare di Mehmet Zahit Koktu, una delle principali figure di riferimento della congregazione di İskenderpaşa.

### La fondazione del partito e il successo
Il Partito del Benessere venne fondato nel 1983 da Ahmet Tekdal, sotto la guida di Erbakan, allora bandito dalla vita politica in seguito al colpo di Stato. Il partito raccolse buona parte dell'elettorato islamista, il cui supporto dopo lo scioglimento del Partito della Salvezza Nazionale era confluito nel Partito della Madrepatria di Turgut Özal; Özal è stato infatti membro sia della congregazione di İskenderpaşa che del Partito della Salvezza Nazionale.
Il partito cominciò ad organizzarsi territorialmente in tutto il paese e presentò i suoi candidati per la prima volta in occasione delle elezioni locali del 1984, nelle quali riscosse il 4,4% dei voti, conquistando Şanlıurfa, Van e Konya. Necmettin Erbakan diventò segretario del partito a partire dal 1987, dopo che il risultato del referendum costituzionale del 1987 tolse il divieto allora vigente ai politici antecedenti al colpo di Stato del 1980 di partecipare alla vita politica.
In occasione delle elezioni parlamentari del 1991, il partito iniziò ad organizzare una vasta rete di supporto su scala nazionale, diretta all'elettorato conservatore disilluso della classe politica turca. Il partito si alleò con il Partito del Movimento Nazionalista e con il Partito della Nazione, conquistando, con il 16,87% dei voti, 62 seggi. Il nuovo soggetto politico ottenne l'appoggio di una parte consistente della classe media provinciale e conservatrice, nonché di molti membri delle confraternite islamiche, in particolare quella naqshbandi. A differenziare il Partito del Benessere dal Partito della Salvezza Nazionale era in particolare la strategia elettorale del partito obiettiva ad integrare politicamente anche le classi lavoratrici più svantaggiate e marginalizzate, recettive ai temi dello Stato sociale; una fonte cospicua dell'appoggio al movimento proveniva infatti dalle centinaia di migliaia di famiglie giunte negli anni precedenti dalle zone rurali a Istanbul e nelle altre grandi città della Turchia e che risiedevano nelle gecekondular. 
Importante fu il contributo delle sezioni femminili: le donne del partito ricoprirono un ruolo importante nel costruire la popolarità del partito nelle periferie urbane, passando casa per casa a presentare il programma politico del movimento alle famiglie. In molti quartieri era una donna a ricoprire un ruolo fondamentale in ogni sezione locale del partito, conosciuta da tutta la comunità locale che si rivolgeva a lei per assistenza economica e alimentare e per richiedere borse di studio. Un tema importante che fece avvicinare molte donne fu la campagna favorevole al velo islamico, allora bandito dai luoghi pubblici. Una parte consistente del supporto politico proveniva poi generalmente dalla componente più giovane della popolazione turca, tendenzialmente più aperta alle nuove idee dell'Islam politico.
Il partito si presentava come anti-sistema e favoriva un maggiore intervento dello stato in economia. La retorica del partito includeva poi numerosi riferimenti al riconoscimento della lingua curda, all'ambientalismo e alla lotta alla corruzione e nell'ambito della politica estera, proponeva un forte euroscetticismo unito ad un programma panislamico fortemente critico verso Israele, l'Occidente e il capitalismo e volto a rafforzare i rapporti della Turchia con il resto del Mondo islamico. Numerosi esponenti del partito furono attivi nel condannare i massacri dei bosniaci musulmani nella guerra in Bosnia ed Erzegovina.
Nell'ambito delle elezioni locali del 1994, il partito riscosse il 19,14% dei voti e conquistò 327 municipalità, specie nelle regioni della Turchia interna e nelle zone curde. Il partito, tra le tante, conquistò le città di Ankara, Istanbul, Konya, Sivas, Şanlıurfa, Van, Kayseri, Diyarbakır, Erzurum e Gaziantep. La militanza nel partito raggiunse numeri enormi: in occasione delle elezioni locali del 1994, circa 160.000 attivisti parteciparono nel diffondere il programma politico del partito, distribuendo in tal senso volantini e audiocassette prodotte in Germania e nei Paesi Bassi. Diecimila predicatori si recarono nei caffè e nei luoghi di aggregazione per diffondere il messaggio politico del partito; il numero di questi ultimi raddoppiò negli anni seguenti. I volontari, che raggiunsero le 300.000 unità in occasione delle elezioni parlamentari del 1995, si occuparono inoltre di controllare il conteggio dei voti, informando poi gli organi del partito.
Le amministrazioni locali del Partito del Benessere si caratterizzarono per un rapporto più stretto con la popolazione, organizzarono eventi di beneficenza rivolti ai meno abbienti, introdussero nuovi servizi pubblici, migliorarono quelli già esistenti e ottennero importanti successi nella lotta alla corruzione. Le amministrazioni aprirono nuovi spazi per la nascente classe media, tra i quali numerosi parchi pubblici e finanziarono ristoranti e stabilimenti balneari, limitando però la vendita di alcol, in modo che le nuove aree si presentassero più invitanti per le famiglie e più compatibili con i precetti islamici. Il partito introdusse il concetto della sosyal belediyecilik ("municipalità sociale"): tra le iniziative più importanti a ricoprire maggiore risonanza furono le beyaz masa ("tavola bianca"), mediante le quali i cittadini ordinari potevano riportare alle amministrazioni le richieste più urgenti; con le halk meclisleri ("assemblee popolari"), la cittadinanza veniva invitata a partecipare alla ristrutturazione della municipalità e della vita pubblica. Con queste iniziative, il partito riuscì a costruire un solido supporto territoriale.
Tra le più grandi vittorie del partito alle elezioni locali del 1994 si cita quella di Istanbul, nella quale fu eletto sindaco Recep Tayyip Erdoğan. Il nuovo sindaco di Istanbul riuscì a risolvere problematiche che affliggevano la città da decenni, che includevano la mal gestita raccolta dei rifiuti, il traffico caotico e problemi relativi alle risorse idriche; questi ultimi vennero risolti mediante la realizzazione di centinaia di chilometri di nuovi condotti, il problema dei rifiuti venne gestito con la creazione di impianti di riciclaggio all'avanguardia, mentre il traffico cittadino e gli ingorghi furono ridotti con la costruzione di più di cinquanta ponti, viadotti e autostrade e con un rinnovo del trasporto pubblico. Numerosi furono gli interventi per prevenire la corruzione e venne ripagata una parte importante del debito di due miliardi di dollari della municipalità metropolitana di Istanbul e vennero investiti quattro miliardi di dollari nella città.

### Le elezioni parlamentari del 1995 e il governo Erbakan
Alle elezioni parlamentari del 1995, il partito guadagnò oltre sei milioni di voti, diventando, con il 21,38% dei voti, il primo partito della Turchia. Le difficoltà di Tansu Çiller e di Mesut Yılmaz a formare un governo convinsero il presidente Süleyman Demirel ad affidare l'incarico a Necmettin Erbakan. Erbakan divenne primo ministro con l'appoggio del Partito della Retta Via di Tansu Çiller. Il partito, nel corso della fase governativa, rinunciò a molte delle sue posizioni più radicali. Il programma economico del nuovo governo, definito Refahyol (dall'unione di Refah e Dogru Yol, i nomi in lingua turca dei due partiti), individuò come obiettivi l'abbassamento dell'inflazione, un tasso di cambio più ragionevole, l'incremento del prodotto interno lordo, una tassazione più giusta in aiuto agli imprenditori, investimenti nelle infrastrutture, la realizzazione di centrali nucleari, il raggiungimento degli obiettivi dell'accordo con l'Unione europea e priorizzare le privatizzazioni in modo da attrarre investimenti esteri.
Il governo Erbakan si impegnò a rafforzare il sistema di Stato sociale. Il governo intervenne poi per conciliare gli orari lavorativi con il tradizionale digiuno del Ramadan e si impegnò a incrementare il numero delle İmam Hatip, scuole che propongono un programma educativo nell'ambito dell'istruzione secondaria che include un'educazione religiosa. Nell'ambito della politica estera Erbakan si impegnò a rafforzare i rapporti della Turchia con i Paesi islamici, in particolare con la Libia di Muʿammar Gheddafi, l'Iran, la Malaysia e l'Indonesia, in un'ottica panislamica.
L'immagine di Erbakan venne danneggiata dal suo famoso discorso che derideva le manifestazioni contro lo scandalo di Susurluk, per il quale venne ampiamente accusato di essere indifferente.

### Il memorandum del 1997 e lo scioglimento del partito
L'esercito turco, tradizionale difensore dei principi del kemalismo e della laicità dello Stato e fortemente critico nei confronti del governo Erbakan, pronunciò un memorandum il 28 febbraio 1997, che convinse infine il presidente Demirel ad affidare l'incarico di formare un nuovo governo a Mesut Yılmaz.
Il partito venne sciolto nel 1998 dalla Corte Costituzionale turca sotto l'accusa di perseguire un programma fondamentalista e di violare gli articoli della Costituzione che sancivano la laicità dello Stato. Necmettin Erbakan venne bandito dalla vita politica per i seguenti cinque anni. Numerosi esponenti del partito, tra i quali il sindaco di Kayseri, furono messi sotto investigazione. Il sindaco di Sincan fu incarcerato per avere autorizzato una manifestazione contro Israele, nella quale furono pronunciati discorsi religiosi. Venne processato anche Recep Tayyip Erdoğan, per aver recitato a Siirt una poesia di Ziya Gökalp, che secondo la corte incitava all'odio religioso.
La direzione del partito si rivolse alla Corte europea dei diritti dell'uomo, la quale confermò la decisione della Corte Costituzionale turca. I confidenti di Erbakan diedero vita nel 1997 al Partito della Virtù, nella quale confluirono gran parte dei membri e degli organi del Partito del Benessere.

## Ideologia

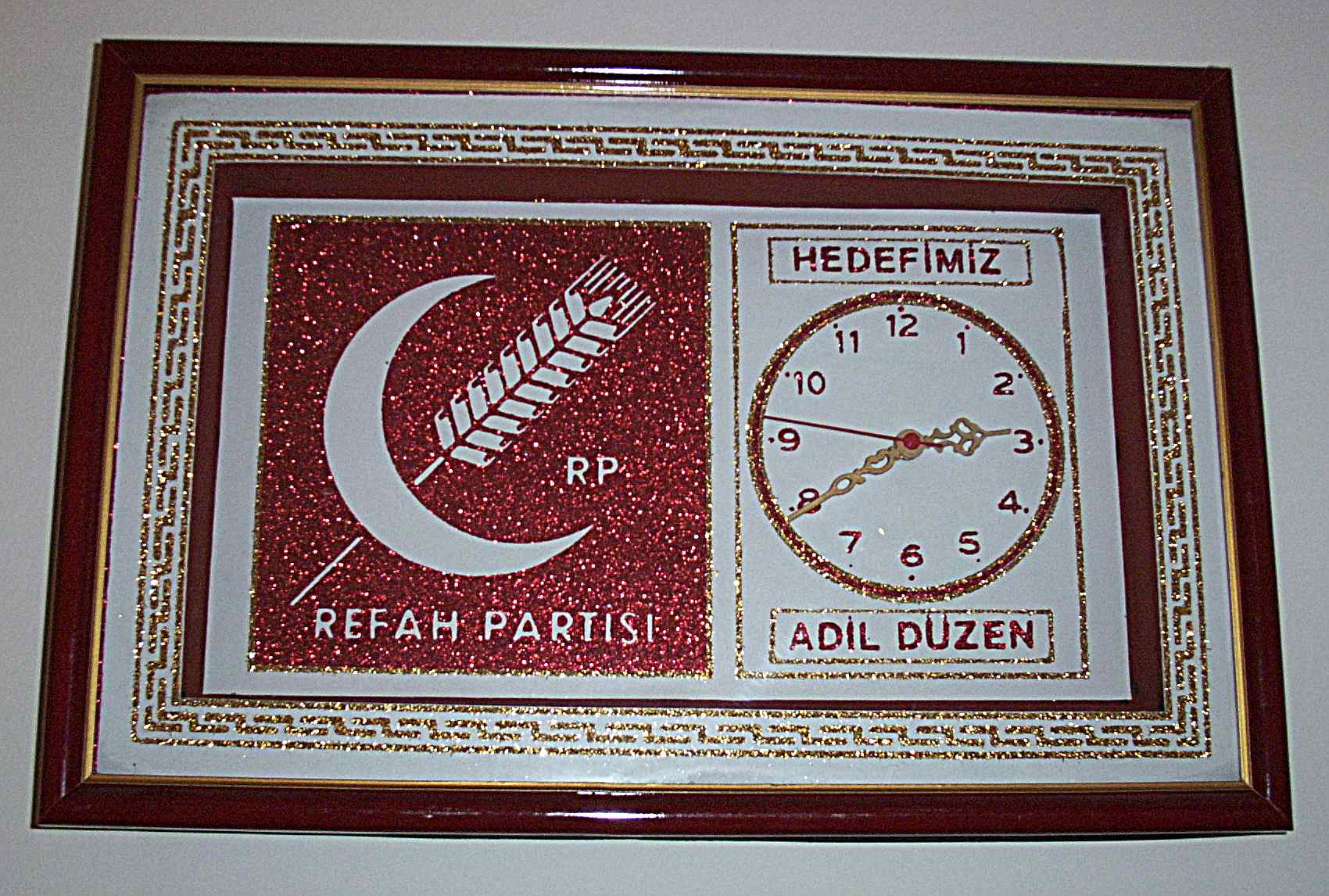
Un orologio che mostra l'emblema del partito. Lo slogan del Partito: "La giustizia è il nostro obiettivo."

Il Partito del Benessere si originò dalla precedente esperienza politica di Necmettin Erbakan e si presentò come l'erede dei suoi predecessori: il Partito dell'Ordine Nazionale e il Partito della Salvezza Nazionale. Gran parte dei membri del movimento provenivano dagli ambienti della congregazione di İskenderpaşa e la stessa esperienza politica di Erbakan fu avviata con il benestare di Mehmet Zahit Koktu, una delle principali figure di riferimento della congregazione. Il Partito della Salvezza Nazionale aveva ricevuto il supporto di buona parte delle confraternite islamiche appartenenti alla tradizione naqshbandi e a quella nurcu, anche se queste ultime tolsero l'appoggio al partito a partire dagli anni 1970; il Partito del Benessere trovò quindi l'appoggio perlopiù delle congregazioni naqshbandi, ad eccezione della Menzil, che preferì donare il suo appoggio al Partito della Grande Unità.
Il partito si presentò come un movimento islamista, che premeva per l'introduzione dei valori morali della religione islamica nel processo politico, in modo da creare una società equa e giusta, criticando il tradizionale laicismo kemalista dello Stato turco, considerato una mera imitazione dei valori occidentali. La campagna favorevole al velo islamico, allora vietato nei luoghi pubblici, avvicinò molte donne al partito.
La filosofia politica e la visione socioeconomica del movimento trovano le loro radici nel programma del Millî Görüş ("Visione nazionale"), stilato da Erbakan nel 1969, e nel concetto dell'Adil Düzen ("Giusto ordine"). L'ideologia del partito si basava sui seguenti punti programmatici:
- la "singola soluzione", che consisteva nel respingere l'imitazione dell'Occidente in favore del Millî Görüş e il capitalismo occidentale in favore dell'Adil Düzen, sviluppare il benessere morale e fisico dei cittadini, rigettare la dipendenza dall'Occidente in favore dell'unità islamica e realizzare la giustizia islamica;
- il rigetto dello stile occidentale di partito politico;
- l'introduzione dell'Adil Ekonimik Düzen ("Giusto Ordine Economico");
- una politica estera turca indipendente;
- la promozione dell'unità islamica.

Gli ideali del Millî Görüş si fondano sui seguenti cinque punti principali:
- pace domestica;
- unione tra stato e nazione (Devlet-Millet Bütünlügü);
- rivitalizzazione della torcia della Büyük Türkiye ("Grande Turchia");
- crescita spirituale;
- crescita economica.

L'Adil Düzen si fonda invece sui seguenti quattro precetti:
- i diritti di fonte divina sono rappresentati dalla vita, dalla castità e dall'onore, dalla proprietà, dalla libertà di opinione e dalla fede religiosa;
- il lavoro;
- mutuo consenso tra gli individui;
- la giustizia.

Questi concetti programmatici, approfonditi da Erbakan nei suoi libri, erano obiettivi alla realizzazione dell'eguaglianza economica, alla protezione dei diritti individuali e alla costituzione di una democrazia pluralistica che rispettasse le volontà della maggioranza islamica. In ambito economico, Erbakan criticò sia il capitalismo che il socialismo, e teorizzò un sistema nel quale vigesse un maggiore equilibrio tra la proprietà pubblica e quella privata, che introducesse un solido Stato sociale e rigettasse l'interesse. Il Partito del Benessere enfatizzava il ruolo dello stato nella distribuzione delle risorse in nome della giustizia sociale, muovendo forti critiche al capitalismo occidentale, anche se riconosceva l'importanza della libertà d'impresa e del libero mercato. In ambito locale, il partito si impegnò nel costruire un rapporto diretto con l'elettorato, inventando il concetto della sosyal belediyecilik ("municipalità sociale"), che contribuì a costruire un solido consenso territoriale tra le classi più marginalizzate politicamente ed economicamente delle grandi periferie urbane. Gran parte del sostegno al partito trovava origine nelle gecekondular, le vaste baraccopoli formatesi a partire dagli anni 1970 come risultato delle migrazioni rurali di massa verso i grandi centri urbani della Turchia, in particolare Istanbul e Ankara. Quest'ultima componente della popolazione turca rimase emarginata sia dal sistema economico centralizzato e pianificato tipico dei periodi antecedenti il 1980, che dalle riforme neoliberiste del governo di Turgut Özal, e sentiva un forte senso di estraneità nei confronti della classe politica turca tradizionale, considerata corrotta e disattenta alle istanze e alle problematiche delle aree marginalizzate della società, che vivevano forti situazioni di disagio, disoccupazione e povertà.
Il sostegno delle masse lavoratrici al Partito del Benessere entrò in opposizione con i movimenti di estrema sinistra, in particolare con il Partito dei Lavoratori del Kurdistan. La concorrenza con il PKK si fece sentire dal momento che una parte cospicua del supporto al Partito del Benessere proveniva dalle regioni curde, le più marginalizzate del Paese. Il Partito del Benessere si mobilitò per l'integrazione delle popolazioni curde nell'ambito delle tensioni nelle regioni orientali e si pronunciò favorevole al riconoscimento della lingua curda, fortemente osteggiata dallo Stato turco nei decenni precedenti, in particolare nel periodo successivo al colpo di Stato del 1980. La forte opposizione al PKK era dovuta anche al fatto che il Partito del Benessere si definì fortemente anticomunista e antisovietico, nonché contrario al separatismo curdo. La retorica del partito includeva poi riferimenti all'ambientalismo.
I principali motivi che contribuirono al successo del Partito del Benessere tra la classe lavoratrice e ad incrementare la disillusione di questa nei confronti della classe politica tradizionale furono individuati nella percepita incapacità di quest'ultima a garantire la stabilità politica e sociale, nella discriminazione del tradizionale abbigliamento islamico, nel conflitto nelle regioni curde, nell'inefficace politica estera turca relativamente alla guerra in Bosnia ed Erzegovina e in Azerbaigian, nell'inflazione, nella disoccupazione, nella corruzione, nella percepita decadenza dei valori morali e nel vuoto generatosi nel centro-destra turco dopo la morte di Turgut Özal, vuoto che il centro-sinistra non fu in grado di colmare; i continui attacchi da parte di Bülent Ecevit al Partito del Benessere non fecero altro che estraniare una buona parte dell'elettorato conservatore nei confronti del Partito della Sinistra Democratica.
Il partito si presentò in opposizione alla tradizionale classe politica turca, guidata nei decenni precedenti dagli ideali del kemalismo, alla quale oppose l'enfatizzazione dell'identità islamica e ottomana. Il successo del partito rappresentò un chiaro segnale che rifletteva un cambiamento importante che stava avvenendo nella società turca, che stava sperimentando un incremento dell'influenza dell'identità islamica, che si trasmetteva nel mondo della cultura e della comunicazione, attraverso la nascita di nuove case editrici, giornali, stazioni radio e canali televisivi, quali Kanal 7, nella moda e nell'economia, attraverso la costituzione di nuove associazioni, gruppi di interesse, istituzioni finanziarie e organizzazioni quali la MÜSİAD, che raccolse molti imprenditori conservatori. Nello stesso periodo si assistette alla comparsa di una nuova generazione intellettuale turca, maggiormente sensibile ai valori della religione islamica. Il processo accelerò in concomitanza con il governo di Turgut Özal, segretario del Partito della Madrepatria. Il centro-destra turco aveva sempre tradizionalmente favorito l'influenza religiosa nella società. Un'importante fonte del supporto al Partito del Benessere proveniva dai giovani delle scuole İmam Hatip, istituti secondari che includevano nel loro programma educativo un'istruzione religiosa.
Il movimento fu associato al fenomeno globale del revivalismo islamico, che portò a partire dagli anni 1970 a una rinascita dell'Islam nella politica e nella società in tutto il Mondo islamico, dai Paesi arabi, all'Afghanistan, all'Iran e al Pakistan. A differenziare il Partito del Benessere e il movimento del Millî Görüş da molti dei movimenti islamici che nacquero in quel periodo nei vicini paesi arabi, fu il rigetto della violenza politica. Molti degli esponenti più radicali del movimento, come Cemalattin Kaplan, abbandonarono il partito. A differenziare poi il movimento del Millî Görüş dai movimenti islamisti arabi era la tradizione religiosa di riferimento: il Millî Görüş nacque infatti negli ambienti del sufismo naqshbandi, mentre molti dei movimenti islamisti nel resto del Mondo islamico trovarono origine nel salafismo. Ciò tuttavia non impedì una vicinanza tra il Partito del Benessere e i Fratelli Musulmani.
Nell'ambito della politica estera il partito si pronunciò sia contro quello che veniva definito l'imperialismo occidentale, osteggiando il progetto di adesione della Turchia all'Unione europea, sia contro l'Unione sovietica e il comunismo. Il partito proponeva un programma panislamico volto a realizzare un'unione mondiale dei paesi islamici, indipendente sia dal blocco occidentale che da quello orientale, in cui la Turchia, forte della sua eredità ottomana, fungesse da guida. Erbakan teorizzò la creazione di un mercato comune islamico e di un'organizzazione militare internazionale islamica alternativa alla NATO. Il partito assunse una posizione fortemente contraria al sionismo e a Israele, criticando gli accordi militari con quest'ultimo. Numerosi esponenti del partito furono attivi nel condannare i massacri dei bosniaci musulmani nella guerra in Bosnia ed Erzegovina e organizzarono collette in favore della Bosnia ed Erzegovina. Gli esponenti del partito mostrarono poi supporto nei confronti dei turchi di Bulgaria, che dovettero soffrire atti di pulizia etnica nel 1989.

## Risultati elettorali

### Elezioni parlamentari
| Elezione          | Voti      | %      | Seggi     |
| ----------------- | --------- | ------ | --------- |
| Parlamentari 1987 | 1.717.425 | 7,20%  | 0 / 450   |
| Parlamentari 1991 | 4.121.355 | 16,87% | 62 / 450  |
| Parlamentari 1995 | 6.012.450 | 21,38% | 158 / 550 |

### Elezioni locali
| Elezione    | Voti      | %      | Municipalità |
| ----------- | --------- | ------ | ------------ |
| Locali 1984 | 780.342   | 4,4%   | 17 / 1 700   |
| Locali 1989 | 2.170.431 | 9,80%  | 100 / 1 984  |
| Locali 1994 | 5.388.195 | 19,14% | 327 / 2 695  |